# Віг Янош Яношевич
Я́нош Я́ношевич Ві́г (нар. 21 січня 1947) — архітектор, керівник архітектурного бюро «Янош Віг і партнери». Член Національної спілки архітекторів України. Дійсний член Академії архітектури України (1994). Член містобудівної ради Києва. Віце-президент Демократичного союзу угорців України (1993–1999).

## Біографічні відомості
Народився 1947 року в Ужгороді в угорській родині. У 1970 році закінчив архітектурний факультет Київського державного художнього інституту, майстерня А. Добровольського. У цьому ж році розпочав трудову діяльність у Закарпатській філії державного науково-дослідного інституту проєктування міст «Діпромісто» в місті Ужгороді. З 1971 року працює в Головному проєктному інституті по забудові міста Києва — «Київпроект», на посаді головного архітектора проєктів та керівника архітектурної майстерні об'ємного проєктування.
1988 року заснував архітектурне бюро «Янош Віг і партнери».

## Споруди
- Генеральне консульство (нині посольство) Угорщини на вул. Рейтарській (1976).
- Реконструкція Маріїнського палацу (зал прийомів, 1980).
- Реконструкція станцій Київського фунікулеру (1983–1984, у співавторстві).
- Комплекс «Царське Село» у Києві (1980-і — 2000-і рр., у співавторстві).
- Генеральне консульство (нині посольство) Франції на вул. Рейтарській (1987).
- Житловий будинок Академії наук України на Львівської площі (1987).
- Комплекс Вищої партийної школи (нині Інститути міжнародних відносин і журналістики) на вул. Юрія Іллєнка (1980-і — 1990-і рр., у співавторстві).
- Міжнародний бізнес-клуб «Істерн-брідж» СП «Будапешт» (1994) у Києві.
- Пам'ятний знак в урочищі Угорському в Києві (1997, зі скульптором Ю. Багалікою).
- Готель «Інтерконтиненталь-Київ» (1997–2000) на вул. Великій Житомирській.
- Житловий будинок по Голосіївському проспекту (1999).
- Готель-бізнесцентр «Айсберг» на вул. Жилянській (2001),
- Готель «Софія Hyatt» біля Софійської пл.
- Проєкт реконструкції винного льоху XVIII століття в Ужгороді.

### Нереалізовані проєкти та недобудовані споруди
- Київський інститут театрального мистецтва ім. І. К. Карпенка-Карого (1973–1995).
- Лівобережний громадсько-офісний центр (1970-і — 1980-і рр.).
- Проєкти реконструкції Львівської площі (1980, 1988).
- Проєкт міжнародного офісно-готельного центру на Бессарабській площі (1990).
- Проєкт відбудови Стрітенської церкви (1997–2012).

### Скандальне будівництво «Fresco Sofia» на вулиці Олеся Гончара, 17-23
2008 року в межах охоронної зони пам'ятки архітектури Софії Київської, яку занесено до Переліку всесвітньої спадщини ЮНЕСКО, розпочалось скандальне будівництво 9-поверхового житлового комплексу «Fresco Sofia» за проєктом Яноша Віга на підставі дозволу Державного управління у сфері охорони культурної спадщини.
10 грудня 2008 року Шевченківський районний суд міста Києва прийняв ухвалу про заборону будівництва.
2 червня 2009 року прокуратурою міста Києва було видано припис про припинення будівельних робіт.
24 липня 2009 року представник ЮНЕСКО в Україні надіслав листа голові Шевченківської районної адміністрації В. П. Пилипишину, у якому радив негайно зупинити будівельні роботи та попередив про можливість виключення Софії Київської з Переліку всесвітньої культурної спадщини. Державне управління у сфері охорони культурної спадщини відкликало свій дозвіл на це будівництво і видало припис з вимогою негайно зупинити виконання земельних та будівельних робіт (Припис від 13.11.08 № 22-3046 / 35). 26 лютого 2010 року колегія головної ради Українського товариства охорони пам'яток історії та культури (УТОПІК) постановило відкликати погодження будівництва на Гончара 17-23, видане Київської міською радою товариства.
Результати проведених геологічної та гідрогеологічної експертиз також засвідчили про фізичну небезпеку для Софії Київської від цього будівництва.
У травні 2010 року Київрада ухвалила рішення зупинити будівництво комплексу «Fresco Sofia» за адресою Гончара, 17-23. У грудні 2012 року громадські активісти звернулися до Київради з проханням прискорити знесення недобудованого комплексу «Fresco Sofia».
2019 року Верховний Суд остаточно заборонив будівництво ЖК на охоронній ділянці.

## Відзнаки
- Заслужений архітектор України (1987).
- Народний архітектор України (1995).
- Лауреат Державної премії України в галузі архітектури (1995, у колективі авторів комплексу Інститутів міжнародних відносин і журналістики[9]).